# Skoutáros
Skoutáros (Skoutaros) är en ort i Grekland.   Den ligger i prefekturen Nomós Lésvou och regionen Nordegeiska öarna, i den östra delen av landet, 250 km nordost om huvudstaden Aten. Skoutáros ligger 147 meter över havet och antalet invånare är 881. Den ligger på ön Lesbos.
Terrängen runt Skoutáros är kuperad åt sydost, men åt nordväst är den platt. Havet är nära Skoutáros åt nordväst. Runt Skoutáros är det ganska glesbefolkat, med 31 invånare per kvadratkilometer. Närmaste större samhälle är Agía Paraskeví, 12,8 km öster om Skoutáros. 